# Jerzy Płonka
Jerzy Płonka   (Kończyce Małe, 7 de juny de 1930 - Breslau, 17 de setembre de 2020) fou un matemàtic algebrista polonès, creador de la construcció matemàtica coneguda com la suma de Płonka.

## Biografia
Va néixer l'any 1930 a Kończyce Małe. A vuit anys va emmalaltir d'una greu grip que li va provocar un deteriorament important, i en anys posteriors, pèrdua de visió. Es va graduar a l'escola secundària a Bytom (1949), i després durant quinze anys va treballar com a professor en una escola per a nens cecs de Breslau, ensenyant matemàtiques i cant. El 1953 es va graduar al departament vocal de l'Escola Superior de Música de Breslau. El 1956 va començar a estudiar matemàtiques a la Universitat de Wrocław.
En 1961, defensa la seva tesi de màster escrita sota la supervisió del professor Edward Marczewski, aleshores rector. El professor Marczewski també va ser el tutor de la seva tesi doctoral, defensada el 1964, sobre la noció d'independència algebraica introduïda per Marczewski. Płonka va definir i va descriure les anomenades àlgebres diagonals, que van trobar nombroses aplicacions en treballs d'àlgebra. També el 1964, va començar a treballar a l'Institut de Matemàtiques de l'Acadèmia de Ciències de Polònia, on el 1967 va obtenir el títol d'habilitació. En la seva tesi d'habilitació, va presentar la construcció d'àlgebres anomenada més tard com la suma de Płonka. Esta construcció ha trobat nombroses aplicacions en les teories de la igualtat, les xarxes de congruència, les representacions d'àlgebres i la lògica.
Durant els anys 1981-2007 va treballar com a professor associat a l'Institut de Matemàtiques de l'Acadèmia de Ciències de Polònia. De 1973 a 1994 va treballar a la Universitat Pedagògica d'Opole, més tard anomenada Universitat d'Opole.
És autor de 127 articles sobre àlgebra general i teoria de grafs, publicats a diferents revistes, com Fundamenta Mathematicae, Colloquium Mathematicum, Algebra Universalis, Pacific Journal of Mathematics, Mathematica Japonica. Ha estat director de 10 tesis doctorals.

## Publicacions
Principals publicacions:
- Jerzy Płonka, Diagonal algebras, Fund. Math., 58 (1966), 309–321;
- Jerzy Płonka, On the method of construction of abstract algebras, Fund. Math., 61 (1967), 183–189;
- Gratzer G., Lakser, H., Płonka J., Joins and direct Products of equational classes, Canad.Math.Bull., 12(1969), 741–744.
- Jerzy Płonka, On algebras with n distinct essentially n-ary operations, Algebra Universalis, 1/1 (1971), 73–79;
- J.Płonka, On the sum of a direct system of universal algebras with nullary polynomials, Algebra Universalis, 19 (1984), 197–207.
- Jerzy Płonka, On n-clone extensions of algebras, Algebra Universalis 40 (1998), 1–17
- Adam W. Marczak and Jerzy Płonka, Mapping Extension of an Algebra Algebra Colloq. 16, 479 (2009). DOI: 10.1142/S1005386709000455